# G-Land
G-Land é uma praia de surf situada na baía de Grajagan, em Java Oriental, Indonésia. Em frente de G-Land, ao outro lado do estreito, encontra-se Bali.

## Características
G-Land é uma das "mecas" do surf, devido à sua exótica paisagem e umas ondas que são acessíveis para todos: tubos perfeitos, potentes e longos que albergaram uma das provas do ASP World Tour durante três anos seguidos. G-Land é uma  esquerda reconhecida pela perfeição e seus ventos offshore (vento de terra que alisa e afunda a onda, oferecendo as melhores condições de surf) bem estabelecidos. Desde março a novembro, o Oceano Índico gera um potente vento que chega a G-Land para formar uma das rompentes mais consistentes do mundo. Há 7 rompentes em G-Land e as 3 mais famosas são Kong, Money Trees e Speedies. A maré alta, estas ondas são acessíveis a todos porque rompem em águas profundas, mas a maré baixa, o nível do água sobre o arrecife baixa e as ondas começam a formar tubos longos.

## Turismo
O surf é o maior atrativo de G-Land. Em sua etapa como ponto do circuito ASP World Tour, Indonésia e G-Land receberam grande quantidade de turistas provenientes de todo mundo e este evento desportivo supôs uma importante injeção económica anual para a zona.
Os tsunamis são uma das ameaças aos turistas e à população indonésia. Em 1994 registou-se um tsunami na zona, com ondas de 5 a 6 metros. E é que, Java se encontra em plena zona de subducção.